# Сваркове
Сваркове́ — село в Україні, у Шалигинській селищній громаді Шосткинського району Сумської області. Населення становить 933 осіб. До 2016 орган місцевого самоврядування — Сварківська сільська рада.
Село розташоване на правому березі річки Клевень за 10 км від міста Глухова.

## Географія
Село Сваркове знаходиться на правому березі річки Клевень, вище за течією примикає село Заруцьке, нижче за течією на відстані 0,5 км розташоване село Черневе, на протилежному березі — село Соснівка. Село витягнуто вздовж русла річки на 7 км. Поруч проходить автомобільна дорога E38 (Т 2502).

## Назва
Існують дві версії походження назви села Сваркове:
1. На початку XVII століття під час селянського повстання Івана Болотнікова та війни Росії з шведами при Мазепі поблизу села йшли кровопролитні війни. Ці бої в народі називались «сварки», що і дало назву селу.
2. Село було поділено на дві частини — «Загребельки» і «Соплинівка», які ворогували (сварились) за луки для випасання худоби, тож звідси і пішла назва села.

В 20-х роках ХХ століття село за державними записами називалось «Сварки», «Сварків», і тільки з 30-х років почало називатись «Сваркове».

## Історія
Село було засновано в 1513-х роках шляхтичем О. Пісочинським.
У період Гетьманщини, в 1718 році, гетьман Іван Скоропадський подарував село Сваркове племіннику своєї дружини відомому історику-мемуаристу, генеральному підскарбію військової канцелярії Якову Андрійовичу Марковичу. У другій половині XVIII століття тут народився і провів дитячі роки історик, один із перших авторів книг з історії України Яків Михайлович Маркович.
У XIX столітті в селі народився, жив і працював історик і етнограф О. М. Маркович. У бібліотеці Марковичів наприкінці серпня 1848 році гостював М. В. Гоголь. Тут він вивчав історичний архів роду Марковичів. Пізніше О. М. Маркович на прохання М. В. Гоголя надсилав йому описи народних звичаїв та побуту жителів Глухівщини. Запросив його у Сварково товариш дитячих і юнацький років Олексій Семенович Данилевський. Гоголь разом з ним вчився в Ніжинській гімназії. 
З 1917 — у складі УНР, з квітня 1918 — у складі Української Держави Гетьмана Павла Скоропадського. З 1921 тут панує стабільний окупаційний режим комуністів, якому чинили опір місцеві мешканці.
У 1926 році у селі був створений колгосп.
Село постраждало внаслідок геноциду українського народу, проведеного урядом СССР в 1932–1933 та 1946–1947 роках.
12 червня 2020 року, відповідно до розпорядження Кабінету Міністрів України № 723-р «Про визначення адміністративних центрів та затвердження територій територіальних громад Сумської області», село увійшло до складу Шалигинської селищної громади.
19 липня 2020 року, в результаті адміністративно-територіальної реформи та ліквідації Глухівського району, село увійшло до складу новоутвореного Шосткинського району.

### Населення
У 1859 році у казенному та власницькому селі налічувалось 188 дворів, мешкало 1568 осіб (780 чоловічої статі та 788 — жіночої), була православна церква та селітряний завод.
Станом на 1885 рік у колишньому державному та власницькому селі Есманської волості Глухівського повіту Чернігівської губернії, мешкало 1862 особи, налічувалось 283 дворових господарств, існувала православна церква, школа, лікарня, 2 постоялі будинки, 2 водяні та 3 вітрові млини, крупорушка, цегляний та селітряний заводи.
За переписом 1897 року кількість мешканців зросла до 2035 осіб (976 чоловічої статі та 1059 — жіночої), з яких 2027 — православної віри.
За даними на 1973 рік у Сварковому було 520 дворів, а населення становило 1539 осіб.
| 1859  | 1885  | 1897  | 1973  | 1980  | 2001 |
| ----- | ----- | ----- | ----- | ----- | ---- |
| 1 568 | 1 862 | 2 035 | 1 539 | 1 398 | 933  |
|       | ▲     | ▲     | ▼     | ▼     | ▼    |

## Пам'ятки
На околиці села на високому правому березі річки Клевень, знаходиться городище Скіфського часу (VI–IV ст. до н. е.) періодів зарубинецької (ІІ ст до н. е. — І ст. н. е.) і староукраїнської культури (ХІІ — ХІІІ ст.).
В центрі села діє Миколаївська церква (1743–1757 роки), за іншими даними будівництво було завершене 1747 року), встановлено пам'ятник загиблим радянським воїнам (1958 рік) і пам'ятний знак на честь загиблих.
Між селами Заруцьке та Сваркове знаходиться гідрологічна пам'ятка природи місцевого значення «Сварківські Джерела» (декілька фонтануючих джерел з добрими смаковими якостями, котрі живлять річку Клевень водою і простягаються на 150 метрів на південь вздовж правого берега річки) площею 0,8 га. З січня 1991 року пам'ятка підпорядковується Сварківській сільській раді.
«Сварківські Джерела» за формою являють собою приямки в ґрунті шириною 1-2 м, глибиною 0,2-0,3 м з руслами в бік річки. Потужність найбільшого джерела 5 л/хв, температура води 8 °C.

## Відомі люди
Маркович Олександр Михайлович (1790–1865) — історик та етнограф.